# Сам Уъртингтън
Сам Уъртингтън (на английски: Sam Worthington) е австралийски актьор, известен с участието си в хитови филми като „Терминатор: Спасение“ и „Аватар“.

## Биография
Роден е в малкото градче Годалминг, в Южна Англия, но семейството му емигрира в Австралия когато е много малък. Израства в Пърт, Западна Австралия. Напуска училище на 17 години и се мести в Сидни, работейки като строителен работник за да се издържа. През 1995 е приет със стипендия да учи актьорско майсторство в Националната Академия по Драматично Изкуство.
След завършване на образованието си започва да участва в поредица австралийски сериали, с които става популярен в Австралия. Международната кариера на Уъртингтън започва с малки роли във филми като „Войната на Харт“ (2002) и „Великото спасение“ (2005). През 2009 участва в „Терминатор: Спасение“, където си партнира с Крисчън Бейл.
През 2009 г. изпълнява главната роля в „Аватар“ на Джеймс Камерън, който се превръща в най-касовия филм на всички времена. През 2010 г. и 2012 г. играе главната роля на Персей във филмите „Сблъсъкът на титаните“ и „Гневът на титаните“.

## Частична филмография
- 2000 – „Огнени стъпки“ (Bootmen)
- 2002 – „Войната на Харт“ (Hart's War)
- 2004 – „Салто“ (Somersault)
- 2005 – „Операция „Спасение““ (The Great Raid)
- 2006 – „Макбет“ (Macbeth)
- 2009 – „Терминатор: Спасение“ (Terminator Salvation)
- 2009 – „Аватар“ (Avatar)
- 2010 – „Сблъсъкът на титаните“ (Clash of the Titans)
- 2010 – „СПоследната нощ“ (Last Night)
- 2010 – „Неуредени сметки“ (The Debt)
- 2011 – „Смъртоносните полета на Тексас“ (Texas Killing Fields)
- 2012 – „Мъж на ръба“ (Man on a Ledge)
- 2012 – „Гневът на титаните“ (Wrath of the Titans)
- 2014 – „Саботаж“ (Sabotage)
- 2014 – „Кейк“ (Cake)
- 2015 – „Еверест“ (Everest)
- 2016 – „Възражение по съвест“ (Hacksaw Ridge)
- 2022 – „Аватар: Природата на водата“ (Avatar: The Way of Water)
- 2025 – „Аватар: Огън и пепел“ (Avatar: Fire and Ash)